# Шаму-рамат
Шаму-рамат или Шамурамат била је жена асирског краља Шамши-Адада V и (могуће) регент Новоасирског краљевства од 811. до 808. године п. н. е.

## Биографија
Шамши-Адад V умире 811. године п. н. е. Пошто је његов наследник био малолетан, сматрало се да је престо преузела његова жена Шамурамат. На овој историјској личности заснована је легендарна Семирамида. Сугестија да је Шамурамат владала као регент заснована је на неразумевању текста и данас мора бити одбачена. Не постоје одређени разлози за претпоставку да је Адад-нирари III био малолетан. Међутим, Шамурамат јесте заузимала необичан положај. Именована је заједно са својим сином на стели и укључена је у дедикацију коју је поставио један асирски управник. Разлози њене истакнутости нису познати, али су можда повезани са чињеницом да је она играла кључну улогу у очувању династичке стабилности обезбеђујући ступање на престо свог сина након смрти Шамши-Адада.

## Асирски краљеви
| Новоасирски период                                |                      |                       |
| Име краља                                         | Владавина            | Напомена              |
| Адад-нирари II                                    | 912–891              | "син Ашур-Дана"       |
| Тукулти-Нинурта II                                | 891–884              | "син Адад-Нирарија"   |
| Ашурнасирпал II                                   | 884–859              | "син Тукулти-Нинурте" |
| Шалманасар III                                    | 859–824              | "син Ашур-насир-пала" |
| Шамши-Адад V                                      | 824–811              | "син Шалманесера"     |
| Шаму-рамат, регент, 811–808                       |                      |                       |
| Адад-нирари III                                   | 811–783              | "син Шамши-Адада"     |
| Шалманесер IV                                     | 783–773              | "син Адад-Нирарија"   |
| Ашур-Дан III                                      | 773–755              | син Шалманесера;      |
| Ашур-нирари V                                     | 755–745              | "син Адад-нирарија"   |
| Тиглат-Пилесар III                                | 745–727              | "син Ашур-нирарија"   |
| Шалманасар V                                      | 727–722              | "син Тиглат-Пилесера" |
| Крај Асирске листе краљева                        |                      |                       |
| Саргон II                                         | 722–705              |                       |
| Сенахериб                                         | 705–681              |                       |
| Асархадон                                         | 681–669              |                       |
| датуми владавина последњих владара нису поуздани. |                      |                       |
| Асурбанипал                                       | 669–између 631 и 627 |                       |
| Ашур-етил-илани                                   | 631–627              |                       |
| Син-шуму-лишир                                    | 626                  |                       |
| Син-шар-ишкум                                     | 627–612              |                       |
| пад Ниниве                                        |                      |                       |
| Ашур-убалит II                                    | 612 - 608            |                       |